# Wimbledon 1886
De 10e editie van het Britse grandslamtoernooi, Wimbledon 1886, werd gehouden van zaterdag 3 tot en met zaterdag 17 juli 1886. Voor de vrouwen was het de 3e editie van het Britse graskampioenschap. Het toernooi werd gespeeld op de toenmalige locatie op de Worple Road bij de All England Lawn Tennis and Croquet Club in de wijk Wimbledon van de Britse hoofdstad Londen.
Zoals toen gebruikelijk was, speelden de spelers om de titelverdediger te mogen uitdagen in de finale "challenge round". Deze methode werd dit jaar voor het eerst toegepast op alle onderdelen.
William Renshaw won zijn zesde titel op rij door zijn uitdager Herbert Lawford te verslaan. Tot op heden (2023) staat zijn record van zes opeenvolgende mannenenkelspeltitels op Wimbledon nog steeds. Björn Borg en Roger Federer hebben vijf opeenvolgende titels gewonnen in het mannenenkelspel. Renshaw had het voordeel dat hij vanaf zijn tweede titel alleen de challenge round hoefde te spelen
Renshaw won samen met zijn broer Ernest ook het mannendubbelspel.
Het vrouwentoernooi werd gewonnen door Blanche Bingley.

## Belangrijkste uitslagen
Mannenenkelspel

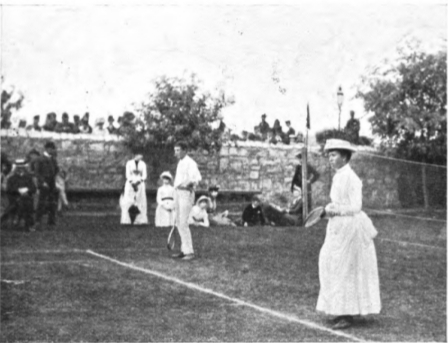
Blanche Bingley en William Renshaw op Wimbledon

Finale: William Renshaw (Verenigd Koninkrijk) won van Herbert Lawford (Verenigd Koninkrijk) met 6–0, 5–7, 6–3, 6–4 
Vrouwenenkelspel

Finale: Blanche Bingley (Verenigd Koninkrijk) won van Maud Watson (Verenigd Koninkrijk) met 6–3, 6–3 
Mannendubbelspel

Finale: Ernest Renshaw (Verenigd Koninkrijk) en William Renshaw (Verenigd Koninkrijk) wonnen van Claude Farrer (Verenigd Koninkrijk) en Arthur Stanley (Verenigd Koninkrijk) met 6–3, 6–3, 4–6, 7–5 
Het vrouwendubbelspel en gemengd dubbelspel werden in 1913 voor het eerst georganiseerd.
Een juniorentoernooi werd voor het eerst in 1947 gespeeld.